# Gitea
Gitea (Aussprache [ɡɪˈtiː]) ist eine freie, in Go entwickelte Softwarelösung, die eine gehostete Softwareentwicklungsplattform bereitstellt. Diese unterstützt neben der Versionsverwaltung über Git auch kollaborative Werkzeuge, wie Bugtracker, Wiki und Code-Review. Die Benutzeroberfläche orientiert sich an GitHub.

## Infrastruktur
Gitea kann auf einem eigenen System installiert werden. Voraussetzung ist, dass die Plattform von Go unterstützt wird, etwa Linux, Windows und macOS. Aufgrund der, im Vergleich zu Alternativen, geringen Ressourcenvoraussetzungen, ist auch eine Nutzung auf Embedded Systems, wie dem Raspberry Pi oder einem NAS, möglich.
Des Weiteren kann auch die Instanz des Projektes für eigene Projekte verwendet werden.
Für Android existiert die freie App GitNex, mit welcher Repositories von Gitea verwaltet werden können.

## Geschichte
Gitea ist als Fork von Gogs entstanden. Gogs wurde nur von einem Maintainer betreut, was die Mitarbeit der Community limitiert hat. Aufgrund dessen wurde im November 2016 ein Community-getriebener Fork von Gogs unter dem Namen Gitea erstellt. Im Dezember 2016 wurde die offizielle Version 1.0 veröffentlicht.
2018 wurde der offizielle GitHub-Account kurzzeitig durch Unbekannte übernommen.
Im Oktober 2022 wurde Gitea Limited, welche kostenpflichtige Dienste anbieten soll, von Lunny Xiao gegründet. Dieses kommerzielle Modell im Vergleich zum Non-Profit-Modell stieß in der Community auf einigen Widerstand und führte zu dem Fork Forgejo, welcher unter dem Verein Codeberg e. V. entwickelt wird. Codeberg ist mit der Version 1.19 (mit ihrer öffentlichen Instanz) von Gitea auf Forgejo als Basis umgestiegen.